# Yvrandes
Yvrandes foi uma comuna francesa na região administrativa da Normandia, no departamento Orne. Estendia-se por uma área de 10,6 km². Em 2010 a comuna tinha 163 habitantes (densidade: 15,4 hab./km²).
Em 1 de janeiro de 2015, passou a formar parte da nova comuna de Tinchebray-Bocage.